# Пресладол
Пресладол (словен. Presladol) — поселення в общині Кршко, Споднєпосавський регіон, Словенія. Висота над рівнем моря: 237,3 м.